# 스트라이다
스트라이다는 영국 엔지니어이자 디자이너인 마크 샌더스 (Mark Sanders)가 제작한 벨트 구동형 접이식 자전거이다. 이 자전거는‘삼각형 자전거’또는 '삼각형 프레임'으로 널리 알려져있다. 1987년 첫 모델인 “스트라이다 1”이 출시된 이후 2009년 “스트라이다 5.2”가 나왔다.

붉은색 스트라이다

## 특징
도시의 평지로 이루어진 포장 도로에 적합하고, 특히 버스나 지하철 등을 병행해서 타고 다닐 때 유용하다. 미니벨로 중에서 오래된 상표로 단순한 모양이고, 동양인 체형에 잘 맞아 일본, 중화민국, 대한민국 등 아시아 도시 지역에 애호가 층이 많다.

## 장점
- 출퇴근족과 도시의 좁은 공간 거주자가 주 고객으로, 최대 장점은 쉽게 펴고 접을 수 있고, 휴대가 간편한 점이다.
- 접은 채로 서서 굴리고 다닐 수 있으며, 기차나 버스 등 연계 교통 수단에 쉽게 실을 수 있다.
- 단순한 구조의 벨트 구동방식으로 체인을 청소하거나 기름을 칠 필요가 없는 등으로 정비가 간단하다.
- 평상복을 입고 타도 잘 어울리고, 빗물받이가 기본으로 달려있고 벨트 구동방식이라 옷이 더러워 지거나 사슬에 끼이는 일이 없다.

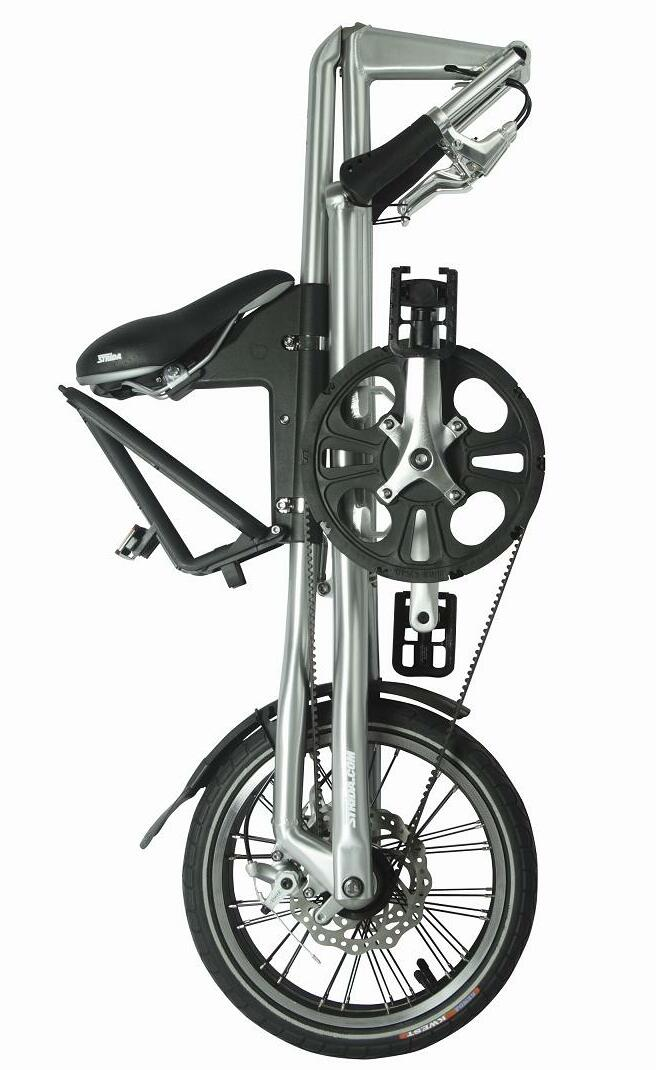
스트라이다를 접은 모습- 손잡이를 잡고 바퀴를 굴릴 수 있다.

## 단점
- 간단한 접이식 자전거의 특성 때문에 탑승자 무게가 제한되어 있다.
- 키가 크면 안장을 올려야 하고, 안장을 올릴수록 운전자와 손잡이 사이 거리가 짧아져서 타고 운전하기에 힘든다.
- 일반 자전거에 비해 바퀴가 작아 펑크시 교환이나 수리하기가 어렵다. 근데 포크가 한쪽에만 있어 예비 타이어나 튜브가 있으면 휠을 제거하지 않고 교환할 수 있다. 타이어/튜브 다 바꾸는데 5분이면 가능하다.
- 손잡이 폭이 좁아서 고속 주행시 방향 조절에 힘이 상대적으로 많이 들어간다.
- 짐받이 크기가 작고, 무거운 것은 싣기 곤란하다.
- 매끈한 도로 주행용 바퀴로 조립되어 있고 완충장치도 없어, 임도 등 비포장 도로에 장거리 주행은 곤란하다.
- 일반 생활형 자전거에 비해 비싼편이다.

## 같이 보기
- 미니벨로